# Unió Popular de Kenya
La Unió Popular de Kenya (KPU) fou un partit polític socialista de Kenya dirigit per Jaramogi Oginga Odinga. El partit fou prohibit l'any 1969.

## Història

### Formació
El març de 1966, una facció d'esquerra de la Unió Nacional Africana de Kenya (KANU), que governava en aquell moment, instigà una deserció massiva del partit i formà la KPU. La KANU respongué modificant la constitució de Kenya per forçar unes «petites eleccions generals» el juny de 1966. Tots els diputats que desertaren a la KPU foren nomenats pel partit per disputar els seus escons. La KPU tingué un ampli suport al país amb la majoria dels districtes amb un diputat de la KPU, tot i que eren més forts entre els luo de la província de Nyanza. Els candidats a l'aleshores província central dominada per kikuyu foren derrotats per KANU.

### L'assetjament
L'estat, dominat pel partit KANU, utilitzà moltes tàctiques per interrompre el KPU. Els empleats locals foren pressionats perquè acomiadessin qualsevol personal que donés suport a la KPU. Això provocà l'acomiadament de més de 35 funcionaris, mentre que altres foren degradats. A més, es confiscaren els passaports dels membres de la KPU per tal d'aturar els seus viatges internacionals, alhora que obligaven les empreses a acomiadar els empleats de suport de la KPU.
Durant els tres anys següents es produí un assetjament polític i detenció dels líders del partit que finalment suposaren la fi del partit. El 25 d'octubre de 1969 s'inaugurà el Nou Hospital General de Nyanza, un fet pel qual el president Jomo Kenyatta no estava entusiasmat, ja que fou construït amb diners soviètics i considerat com el projecte d'Odinga. Kenyatta, però, dirigí les cerimònies d'obertura de l'hospital per augmentar la seva popularitat a la província de Nyanza. Els Luo eren generalment hostils, puix que Tom Mboya havia estat assassinat uns mesos abans, amb molts dits apuntant a Kenyatta. Es produïren disturbis durant la cerimònia d'obertura, quan els partidaris de la KPU atacaren el seguici de Kenyatta. El que es produí a continuació es coneix sovint com la massacre de Kisumu. Moriren més de 10 persones, segons els comptes oficials, quan el personal de seguretat de Kenyatta obrí foc contra els manifestants. Odinga i diversos funcionaris de la KPU foren arrestats dos dies després de l'incident.

### Dissolució
Oginga Odinga fou posat sota arrest domiciliari el 29 d'octubre de 1969, després de manifestacions antigovernamentals violentes a Kisumu. La seva detenció, així com altres diputats i funcionaris de la KPU, provocaren l'assalt de l'ambaixada de Kenya a Moscou per part d'estudiants kenyans.
El KPU fou prohibit el 30 d'octubre de 1969, al·legant que el KPU i totes les seves branques eren «perillosos per als bons governs de la República de Kenya» i que el KPU s'havia tornat «més subversiu tant en la seva naturalesa com en els seus objectius». Aquesta acció transformà Kenya en un estat de partit únic de facto.

## Polítics de la KPU
Els següents polítics estaven afiliats a KPU. Entre parèntesis hi ha la circumscripció que representaven.
- Ochola Ogaye Mak'Anyengo
- Okuto Bala (Nyando)
- Ondiek Chilo (Nyakach)
- Bildad Kaggia (Kandara)
- Luke Rarieya Obok (Alego)
- John Odero-Sar (Ugenya)
- Jaramogi Oginga Odinga (Bondo)
- Tom Okello-Odongo (Kisumu Rural)
- George Fredrick Oduya (Elgon West)
- Achieng Oneko (ciutat de Nakuru)
- Joseph Mwasia Nthula (Iveti Sud)
- Wasonga Sijeyo (Gem)